# The Lottery Man
The Lottery Man es una película muda de comedia estadounidense, de 1916, en la que actúa Oliver Hardy y producida en el Whartons Studio en Ithaca, Nueva York. Una copia de la película existe en el archivo de películas de la Biblioteca de Congreso.

## Reparto
- Thurlow Bergen - Jack Wright (un hijo)
- Elsie Esmond - Señorita Helen Heyer (prima de Foxey)
- Carolyn Lee - Lizzie Roberts (la cabra mascota de la Señora Peyton
- Allan Murnane - Foxey Peyton (su amiga)
- Lottie Altera - Señora Wright (pequeña madre)
- Ethel Winthrop - Señora Peyton (madre de Foxey)
- Mary Leslie Mayo - Hedgwig Jensen (instructora física)
- F.W. Stewart - Mcquire (editor del periódico y alguacil local)
- Oliver Hardy - Maggie Murphy
- Edward O'Connor - El mayordomo
- Malcolm Head - Hombre del carro de verduras en el accidente
- Louis A. Fuertes - Anfitrión del sorteo de la lotería
- Clarence Merrick - Chofer
- Joseph Urband - Empleado del periódico
- Frances White -  Sirvienta de la Sra. Peyton